# Turbo Assembler
Turbo Assembler (označovaný zkratkou TASM) je překladač jazyka assembler od firmy Borland, určený pro procesory řady Intel x86 a kompatibilní. Hodně rozšířený byl TASM zejména v dobách DOSu.
Turbo Assembler lze nastavit k využívání syntaxe zdrojového kódu identické s MASM nebo k používání vlastní, mírně upravené syntaxe zvané Ideal.
Poslední verze TASM obsahují i objektová rozšíření.
Poslední verze programu TASM 5.0 vyšla v roce 1996 a Borland pro ní vydal záplaty ještě v roce 2002. Borland dodnes dodává tuto verzi TASM jako součást svých vývojových prostředí.

## TASM jako ucelený balík
Firma Borland používala název TASM jednak pro vlastní program tasm.exe (kompilátor assembleru), jednak pro balík programů prodávaný jako TASM. Tento balík programů obsahoval řadu dalších součástí, jako je např. tlink.exe (linker), nebo tlib.exe (knihovník), txref.exe (generátor křížových odkazů), tstrip.exe (odstranění debug informací), tdump.exe (zobrazení informací o zkompilovaných modulech a programech), tdebug.exe (debugger), tgamegen.exe (generátor opakujících se kódů při vývoji her), řadu příkladů, jako byl třeba zdrojový kód dynamického alokátoru paměti (byl k dispozici i v objektové verzi, nejspíše jako reklama na objektové vlastnosti tasm), stejně jako program toptim.exe (optimizace assmebleru na úrovni zdrojových kódů), a řadu dalších.